# ゴンカル県
ゴンカル県（ゴンカルけん）は中華人民共和国チベット自治区山南市の県の一つ。県名はチベット語で「山頂の白色」の意。県政府所在地は吉雄鎮。

## 行政区画
5鎮、4郷を管轄：
- 鎮：吉雄鎮、甲竹林鎮、傑徳秀鎮、崗堆鎮、江塘鎮
- 郷：朗傑学郷、昌果郷、東拉郷、克西郷

## 交通

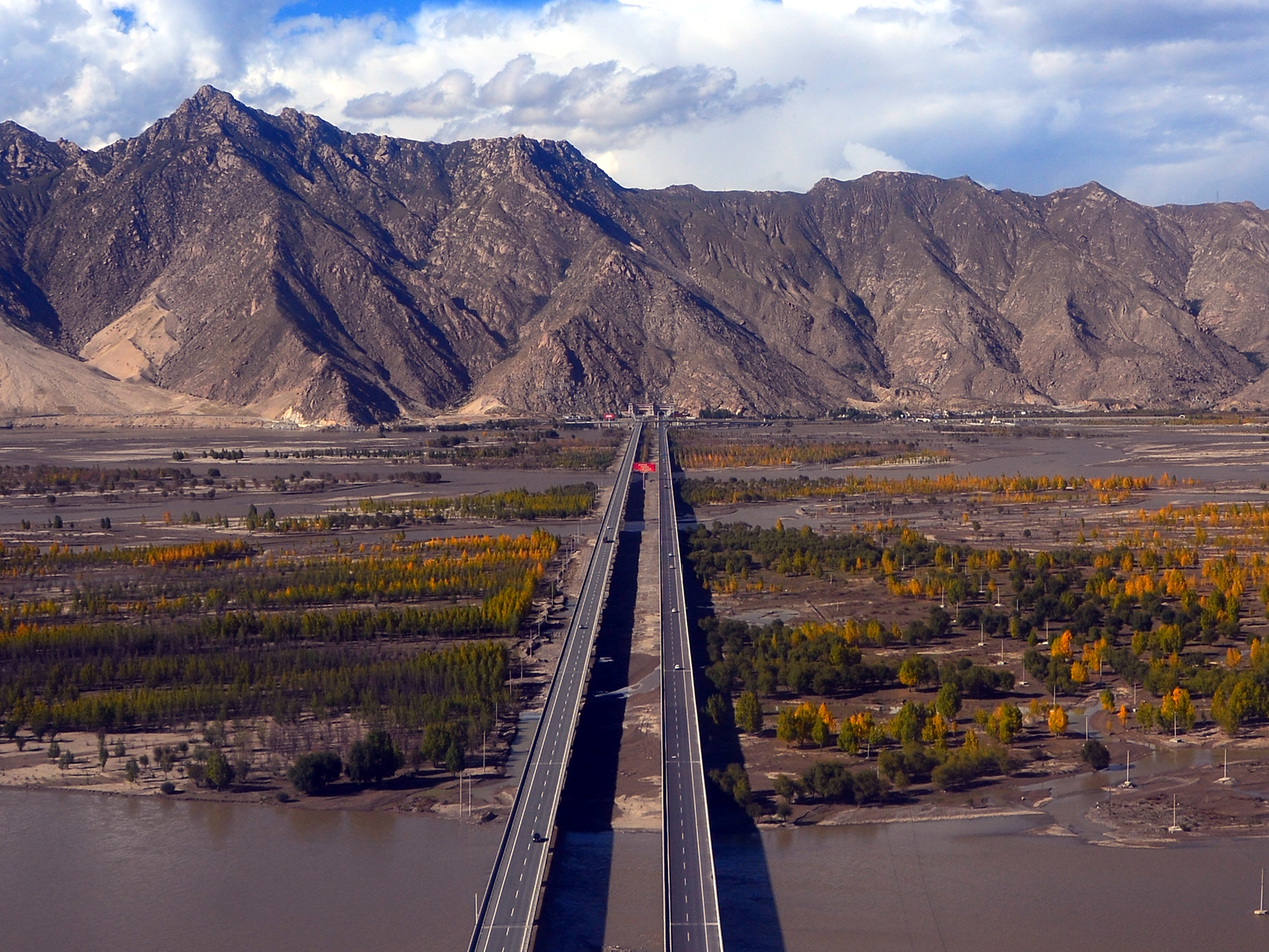
ヤルンツァンポ川を渡る雅葉高速道路空港支線

### 航空
- ラサ・クンガ空港

### 鉄道
- 中国国家鉄路集団
  - ラサ・ニンティ鉄道

### 道路

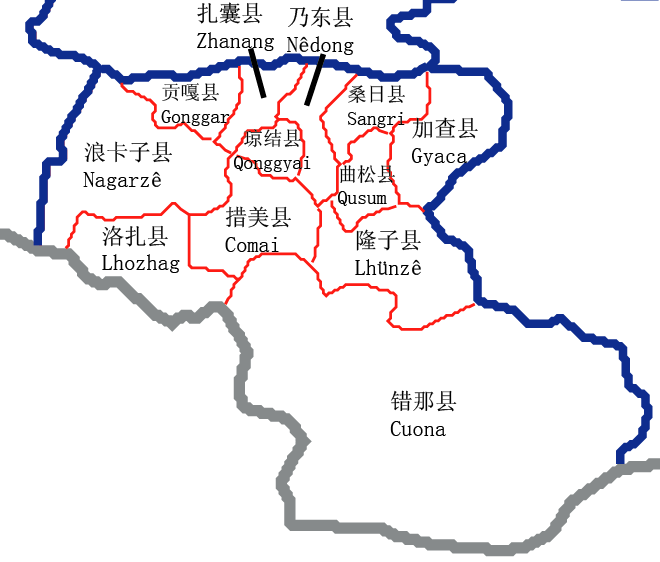
山南地区の行政区画

- 高速道路
  -  雅葉高速道路（中国語版）
  -  曲乃高速道路（中国語版）